# Karl Jakob Hein
Karl Jakob Hein (Põlva, 13 de abril de 2002) es un futbolista estonio que juega en la demarcación de portero para el Arsenal F. C. de la Premier League.

## Trayectoria
Empezó su carrera en el FC Nõmme United, con el que llegó a jugar cinco partidos en la Esiliiga B, antes de unirse a la academia del Arsenal F. C. en 2018. En enero de 2022 fue prestado al Reading F. C., para lo que quedaba de temporada, y en noviembre de ese año hizo su debut con los londinenses en un partido de la Copa de la Liga de Inglaterra frente al Brighton & Hove Albion F. C.
El 13 de agosto de 2024 fue cedido al Real Valladolid C. F. hasta junio de 2025.

## Selección nacional
Después de jugar en la selección de fútbol sub-17 de Estonia, en la sub-19 y en la sub-21, finalmente hizo su debut con la selección absoluta el 5 de septiembre de 2020 en un encuentro de la Liga de Naciones de la UEFA contra Georgia que finalizó con un resultado de 0-1 a favor del combinado georgiano tras el gol de Nika Kacharava.

## Clubes
Actualizado a 24 de mayo de 2025.
| Club                           | País          | Año           | Partidos | Goles |
| ------------------------------ | ------------- | ------------- | -------- | ----- |
| FC Nõmme United                | Estonia       | 2018          | 5        | 0     |
| Arsenal F. C.                  | Inglaterra    | 2018-2022     | 0        | 0     |
| Reading F. C. (cedido)         | Inglaterra    | 2022          | 5        | 0     |
| Arsenal F. C.                  | Inglaterra    | 2022-2024     | 1        | 0     |
| Real Valladolid C. F. (cedido) | España        | 2024-2025     | 32       | 0     |
| Arsenal F. C.                  | Inglaterra    | 2025-         |          |       |
| Total carrera                  | Total carrera | Total carrera | 43       | 0     |